# Derailed (2002)
Derailed is een  Amerikaanse  actiefilm uit 2002 met in de hoofdrol Jean-Claude Van Damme. De film werd heel slecht ontvangen en behaalde een zeldzame 0%-score op Rotten Tomatoes, wat betekent dat alle recensies verzameld door de website negatief waren. 

## Plot
Jacques Kristoff moet de voortvluchtige Galina Konstantin opsporen en per trein terugbrengen.

## Rolverdeling
- Jean-Claude Van Damme - Jacques Kristoff
- Tomas Arana - Mason Cole
- Laura Harring - Galina Konstantin
- Susan Gibney - Dr. Madeline Kristoff
- Lucy Jenner - Natasha
- Jessica Bowman - Bailey Kristoff